# Josef Eder
Josef Eder   (Innsbruck, 2 de maig de 1942) és un pilot de bob austríac, ja retirat, que va competir durant les dècades de 1960 i 1970.
El 1968 va prendre part en els Jocs Olímpics d'Hivern de Grenoble, on va guanyar la medalla de plata en la prova de bobs a quatre del programa de bob. Va formar equip amb Erwin Thaler, Reinhold Durnthaler i Herbert Gruber. Quatre anys més tard, als Jocs de Sapporo, fou sisè en la mateixa prova del bob a quatre del programa de bob.